# Eesti Tipp Modell (prima edizione)
La prima edizione di "Eesti Tipp Modell" è andata in onda sul canale estone Kanal 2 dal 5 marzo al 4 giugno 2012 sotto la conduzione di Kaja Wunder, la quale figurava anche in veste di giurato, affiancata da volti noti della tv e della moda estone come Margit Jõgger, Toomas Volkmann, ed Arne Niit.
La vincitrice è stata la quindicenne Helina Metsik di Pärnu.

## Concorrenti
(L'età si riferisce al tempo della messa in onda)
In ordine di eliminazione
| Concorrente               | Età | Residenza   | Altezza | Posizione                                                                |
| ------------------------- | --- | ----------- | ------- | ------------------------------------------------------------------------ |
| Kerli Sabbal              | 18  | Tallinn     | 170 cm  | Eliminata nell'episodio 2                                                |
| Anne-Lys Kuldmaa-Pärisalu | 22  | Tallinn     | 175 cm  | Eliminata nell'episodio 3                                                |
| Gerli-Kai Sosaar          | 19  | Pärnu       | 179 cm  | Eliminate nell'episodio 4                                                |
| Aleksandra Cherdakova     | 20  | Ida-Virumaa | 173 cm  | Eliminate nell'episodio 4                                                |
| Anita Tumaš               | 17  | Ida-Virumaa | 170 cm  | Eliminata nell'episodio 5                                                |
| Evelin Orav               | 18  | Viljandi    | 174 cm  | Eliminata nell'episodio 6                                                |
| Mari Naujokas             | 16  | Tartu       | 175 cm  | Eliminata nell'episodio 7                                                |
| Ksenia Viksne             | 23  | Tallinn     | 175 cm  | Eliminata nell'episodio 9                                                |
| Adeline Vaher-Vahter      | 21  | Pärnu       | 179 cm  | Eliminata nell'episodio 10                                               |
| Lisann Luik               | 26  | Läänemaa    | 175 cm  | Eliminata nell'episodio 11                                               |
| Keiu Simm                 | 16  | Ida-Virumaa | 175 cm  | Ritirata nell'episodio 14                                                |
| Triinu Lääne              | 21  | Pärnu       | 175 cm  | Eliminata nell'episodio 12 Rientrata nell'episodio 14 Terza classificata |
| Ksenia "Xena" Vassiljeva  | 17  | Tallinn     | 174 cm  | Seconda classificata                                                     |
| Helina Metsik             | 15  | Pärnu       | 177 cm  | Vincitrice                                                               |

## Riassunti

### Ordine di chiamata
| 1  | Helina     | Keiu       | Triinu     | Adeline | Helina  | Lisann  | Adeline | Helina  | Xena   | Xena   | Helina | Helina |  |  |  |  |  |  |  |  |  |  |  |  |  |
| 2  | Xena       | Aleksandra | Evelin     | Ksenia  | Keiu    | Keiu    | Xena    | Triinu  | Helina | Keiu   | Xena   | Xena   |  |  |  |  |  |  |  |  |  |  |  |  |  |
| 3  | Lisann     | Evelin     | Lisann     | Keiu    | Ksenia  | Triinu  | Helina  | Keiu    | Keiu   | Helina | Triinu |        |  |  |  |  |  |  |  |  |  |  |  |  |  |
| 4  | Triinu     | Helina     | Xena       | Mari    | Lisann  | Ksenia  | Triinu  | Lisann  | Triinu | Triinu | Keiu   |        |  |  |  |  |  |  |  |  |  |  |  |  |  |
| 5  | Ksenia     | Triinu     | Anita      | Triinu  | Xena    | Helina  | Keiu    | Xena    | Lisann |        |        |        |  |  |  |  |  |  |  |  |  |  |  |  |  |
| 6  | Adeline    | Adeline    | Adeline    | Xena    | Adeline | Adeline | Lisann  | Adeline |        |        |        |        |  |  |  |  |  |  |  |  |  |  |  |  |  |
| 7  | Evelin     | Lisann     | Helina     | Helina  | Mari    | Xena    | Ksenia  |         |        |        |        |        |  |  |  |  |  |  |  |  |  |  |  |  |  |
| 8  | Keiu       | Xena       | Ksenia     | Lisann  | Triinu  | Mari    |         |         |        |        |        |        |  |  |  |  |  |  |  |  |  |  |  |  |  |
| 9  | Mari       | Gerli-Kai  | Mari       | Evelin  | Evelin  |         |         |         |        |        |        |        |  |  |  |  |  |  |  |  |  |  |  |  |  |
| 10 | Gerli-Kai  | Ksenia     | Keiu       | Anita   |         |         |         |         |        |        |        |        |  |  |  |  |  |  |  |  |  |  |  |  |  |
| 11 | Anita      | Anita      | Aleksandra |         |         |         |         |         |        |        |        |        |  |  |  |  |  |  |  |  |  |  |  |  |  |
| 12 | Aleksandra | Mari       | Gerli-Kai  |         |         |         |         |         |        |        |        |        |  |  |  |  |  |  |  |  |  |  |  |  |  |
| 13 | Anne-Lys   | Anne-Lys   |            |         |         |         |         |         |        |        |        |        |  |  |  |  |  |  |  |  |  |  |  |  |  |
| 14 | Kerli      |            |            |         |         |         |         |         |        |        |        |        |  |  |  |  |  |  |  |  |  |  |  |  |  |

     La concorrente è eliminata
     La concorrente è parte di una non-eliminazione
     La concorrente viene eliminata prima dell'ordine di chiamata
     La concorrente è immune dall'eliminazione
     La concorrente abbandona la gara
     La concorrente rientra in gara in sostituzione di un'altra e viene conseguentemente eliminata
     La concorrente ha vinto il programma
- Nel 4º episodio, Aleksandra e Gerli-Kai sono al ballottaggio; entrambe vengono eliminate.
- Nel 5º episodio, Adeline e Ksenia vengono chiamate entrambe come prime in classifica.
- Nel 7º episodio, Mari viene eliminata prima dell'ordine di chiamata; Adeline e Xena finiscono in ballottaggio per avere le peggiori foto. Nonostante questo, i giudici decidono di non eliminarle, ma di "punirle" non permettendo loro di partecipare ad un casting e un fashion show a Londra.
- Nell'8º episodio, non vi sono servizi fotografici né eliminazioni; viene trasmesso solo il fashion show a Londra.
- Nel 9º episodio, Adeline e Xena sono immuni dall'eliminazione poiché non è stato loro permesso di partecipare al servizio fotografico a Londra.
- Il 13º episodio è il riassunto dei precedenti.
- Nell'episodio 14, Keiu decide di abbandonare la gara; al suo posto viene fatta rientrare Triinu, poi nuovamente eliminata.

### Photoshoots
- Episodio 2: In lingerie su gelati Balbiino
- Episodio 3: In posa con del cibo
- Episodio 4: Sospese sopra delle scale mobili
- Episodio 5: Rockstars in coppia
- Episodio 6: Spose con vestiti d'alta moda con Tanel Padar
- Episodio 7: Servizio fotografico sott'acqua
- Episodio 9: Bruciando una casa
- Episodio 10: Pin-up; campagna pubblicitaria per centro commerciale Kristiine Keskus
- Episodio 11: In posa con una macchina; Servizio "Cosmopolitan"; Scatti in bianco e nero
- Episodio 12: Campagna pubblicitaria gioielli Tanel Veenre
- Episodio 14: Passion for Fashion